# Rue des Fabriques
La rue des Fabriques est une voie de la commune de Nancy, dans le département de Meurthe-et-Moselle, en région Lorraine.

## Situation et accès
La rue des Fabriques est placée au sein de la Ville-neuve, et appartient administrativement au quartier Charles III - Centre Ville.

## Origine du nom
Elle porte ce nom en souvenir des établissements industriels créés dans cette rue par les frères Marmod, Marcot et Marin, toiles de coton,
chandelles, teintureries.
Les frères Marmod, originaires de Blâmont, étaient venu installer à Nancy vers 1784, des manufactures de siamoise et toiles de coton, des métiers de tisserands et une filature de coton, le tout sur l'invitation pressante de l'abbé Rolin, curé de Saint-Nicolas. En 1787, ils montèrent également une teinturerie, avec leur beau-frère, Demontzey. La Révolution et les guerres de
l'Empire ruinèrent les établissements Marmod qui furent achetés par Berr-Isaac-Berr en 1812.

## Historique
Après avoir porté le nom de « rue Paille-Maille » en 1754, puis de « rue du Rempart » elle prend sa dénomination actuelle depuis 1791.

## Bâtiments remarquables et lieux de mémoire
- Porte Saint-Nicolas
- École maternelle des Tiercelins, anciennement École primaire communale de filles dite école Drouin : construite en 1910 par l'architecte Albert Jasson[2],[3]
- Noviciat de jésuites, à l'angle de la rue Saint-Dizier[4]